# Ankerit
Ankerit là một loại khoáng vật cacbonat calci, sắt, magiê, mangan, với công thức hóa học Ca(Fe,Mg,Mn)(CO3)2. Về thành phần, có quan hệ rất gần với dolomit, nhưng khác vì nó có magnesi bị thay thế bởi sắt (II) và mangan, tạo ra nhiều khoáng vật nằm giữa dolomit và kutnohorit.